# Jánska dolina
Jánská dolina je přibližně patnáct kilometrů dlouhé údolí na severní straně Nízkých Tater na Slovensku. Protéká jí potok Štiavnica, jehož jméno nese i horní část doliny. Celou její délkou prochází modře značená cesta z Liptovského Jána až na hlavní nízkotatranský hřeben k chatě M. R. Štefánika v Ďumbierském sedle. Údolí je součástí národního parku Nízké Tatry.
Rozsáhlé části údolí jsou chráněny jako národní přírodní rezervace. Rezervace se nachází v katastrálním území obce Liptovský Ján v okrese Liptovský Mikuláš v Žilinském kraji. Území bylo vyhlášeno v roce 1928 a jeho rozloha je 1696,53 hektaru. Předmětem ochrany jsou zachovalá lesní společenstva s množstvím chráněných druhů rostlin a živočichů, výskytem krasových forem reliéfu a typické horské krajiny Nízkých Tater.